# Eruandaxata
Eruandaxata (em armênio: Երուանդաշատ; romaniz.: Eruandašat) ou Eruandacerta (Երուանդակերտ, Eruandakert), talvez helenizada como Orontaxata e Orontocerta, foi uma cidade armênia e uma das capitais históricas da Armênia entre ca. 200 e 176 a.C. sob o governo da dinastia orôntida e no início do governo de seus sucessores, a dinastia artaxíada. Suas ruínas estão localizadas em uma colina rochosa perto da confluência dos rios Acuriã e Aras, na margem esquerda do Aras, entre as aldeias de Eruandaxata e Bagarana na Armênia moderna.

## Nome
Eruandaxata (Երուանդաշատ, Eruandašat), que se traduz como "Felicidade de Ervande (ou seja, Orontes)", é a forma armênia do topônimo e deriva do persa médio *Arvandaxade (*Arwandašād); comparar com o persa antigo *Aruvanta-xiati- (*Aruvanta-šiyāti-).

## História
Eruandaxata foi construída sobre a colina rochosa na junção dos rios Acuriã e Araxes, no cantão de Arsarúnia, na província de Airarate. Suas ruínas estão localizadas entre as aldeias de Eruandaxata (antiga Baquechalar) e Bagarana (antiga Queribeclu) na Armênia moderna. O sítio arqueológico não foi objeto de grandes escavações, mas alguns exames preliminares das fortificações foram feitos e alguns restos de palácios dos períodos urartiano e helenístico foram descobertos.
Foi fundada por Orontes IV (r. 212–200 a.C.) ca. 200 a.C. como a nova capital do Reino da Armênia, supostamente, segundo Moisés de Corene, porque Armavir ficou seca por uma mudança no curso de Aras. No entanto, o historiador Babken Arakelyan acredita que a verdadeira razão à mudança foi que o rival de Orontes, Artaxias, havia assumido Armavir. Permaneceu como capital até Artaxias I (r. 189–161 a.C.) fundar Artaxata por volta de 176 a.C.. De acordo com Moisés de Corene, Eruandaxata foi renomeada Marmete ou Artamete por um curto período. Era bem fortificada com muralhas e uma cidadela e tinha alguma importância como centro comercial. Era povoada por armênios e outros grupos que haviam sido reassentados ali no reinado de Tigranes, o Grande (r. 95–55 a.C.), incluindo uma grande população judaica.
No século IV, foi dada por Tirídates III (r. 288–330) à família Camsaracano, um ramo da dinastia reinante e torna-se centro do distrito de Arsarúnia. Foi destruída pelo xá Sapor II (r. 309–379) na invasão persa de cerca de 364 e sua população (supostas 20 mil famílias armênias e 30 mil judaicas) foram deportados ao Império Sassânida. Ainda existiu no século VII, mas nunca recuperou sua antiga importância. Os restos de muros, ruas e edifícios da cidade antiga sobreviveram, bem como as ruínas de um assentamento construído no local durante os tempos medievais, duas igrejas em ruínas, cachecares e inscrições murais.